# إيزابيلا أميرة الدنمارك
إيزابيلا أميرة الدنمارك (بالدنماركية: Prinsesse Isabella)‏ (إيزابيلا هنريتا انغريد مارغريت، من مواليد 21 أبريل 2007)، هي الطفله الثانية والابنة الكبرى لولي العهد الأمير فريدريك ووليه العهد الأميرة ماري.